# Javed Iqbal (Badminton)
Javed Iqbal (* um 1950) ist ein pakistanischer Badmintonspieler. 

## Karriere
Javed Iqbal gewann 1971 seinen ersten nationalen Einzeltitel. 1983 und 1984 verteidigte er den Titel. Vier weitere Einzeltitel folgten bis 1979. 1970 startete er bei den Commonwealth Games. 1974 wurde er bei den Asienspielen Fünfter im Doppel und Neunter im Einzel. 1979 nahm er an den Badminton-Weltmeisterschaften des kleineren Weltverbandes WBF teil. Dort gewann er Bronze mit dem pakistanischen Herrenteam.

## Sportliche Erfolge
| Saison | Veranstaltung               | Disziplin    | Platz | Name                     |
| ------ | --------------------------- | ------------ | ----- | ------------------------ |
| 1970   | Pakistanische Meisterschaft | Herrendoppel | 1     | Javed Iqbal / Taj Moosvi |
| 1971   | Pakistanische Meisterschaft | Herreneinzel | 1     | Javed Iqbal              |
| 1972   | Pakistanische Meisterschaft | Herreneinzel | 1     | Javed Iqbal              |
| 1973   | Pakistanische Meisterschaft | Herreneinzel | 1     | Javed Iqbal              |
| 1976   | Pakistanische Meisterschaft | Herreneinzel | 1     | Javed Iqbal              |
| 1979   | Pakistanische Meisterschaft | Herreneinzel | 1     | Javed Iqbal              |